# 아랍 축구 연맹
아랍 축구 연맹(영어: Union Arab de Football Association (UAFA), 아랍어: الاتحاد العربي لكرة القدم)은 아랍권  국가의 축구를 관할하는 기구이다. 아랍 축구 연맹은 1974년에 설립되었다.

## 회원국

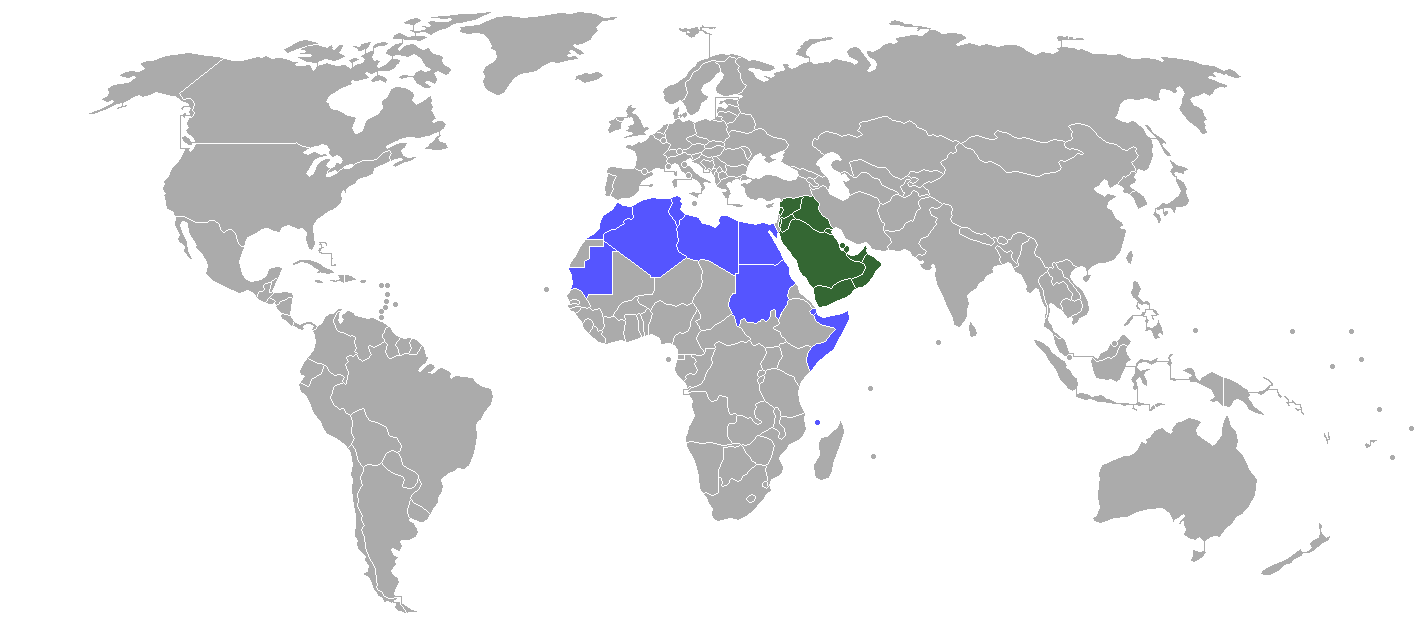
회원국 (AFC)
회원국 (CAF)
비회원국

| 아시아 (AFC) - 레바논 - 바레인 - 사우디아라비아 - 시리아 - 아랍에미리트 - 예멘 - 오만 - 요르단 - 이라크 - 카타르 - 쿠웨이트 - 팔레스타인 |  | 아프리카 (CAF) - 리비아 - 모로코 - 모리타니 - 소말리아 - 수단 - 알제리 - 이집트 - 지부티 - 코모로 - 튀니지 |

## 주관 대회
- FIFA 아랍컵

## 같이 보기
- 국제 축구 연맹